# Eurygraecum
× Eurygraecum, (abreviado Eugcm) en el comercio, es un híbrido intergenérico entre los géneros de orquídeas Angraecum × Eurychone. Fue publicado en Orchid Rev. 95(1121) cppo: 9 (1987).